# Villa Hélianthe
La villa Hélianthe, bâtie dans les années 1950 selon des plans dus à l'architecte Yves Salier (Salier Lajus Courtois Sadirac), est située 38 boulevard de La Grandière à Royan, en France. L'immeuble a été inscrit au titre des monuments historiques en 2002.

## Historique
Le bâtiment est inscrit au titre des monuments historiques par arrêté du 28 mai 2002.